# گژبووو (شهرستان وژشنیا)
گژبووو (به لهستانی:  Grzybowo) یک روستا در لهستان است که در گمینا وژشنیا واقع شده‌است.